# Soo Line Building
El Soo Line Building es un rascacielos histórico de uso residencial y estilo Beaux Arts en Mineápolis, la ciudad más poblada del estado de Minnesota (Estados Unidos). Con 19 pisos, fue el edificio comercial más alto de la ciudad desde su finalizacón en 1915 hasta que se construyó la Foshay Tower de 26 pisos en 1929.

## Historia
El Soo Line Building fue construido para el First National Bank of Minneapolis, un predecesor del actual U.S. Bancorp (US Bank). El edificio fue diseñado en estilo Beaux Arts por Robert Gibson. Posteriormente, el edificio sirvió durante muchos años como sede del Ferrocarril Minneapolis, St. Paul y Sault Ste. Marie, que agregó un reloj icónico a la esquina del nivel de la calle del edificio. Con fines comerciales, a veces se le llamaba por su dirección, 501 Marquette .
El Canadian Pacific Railway se convirtió en un importante accionista de Soo Line en 1890. El MStP & SSM se fusionó con numerosas subsidiarias de CP en 1961 para formar el "nuevo" Soo Line Railroad .
Durante la década de 1960, una operación de remodelación transformó el edificio en pequeñas oficinas. Los suelos de mármol estaban cubiertos de moqueta.
En 1985, el Soo compró vías de la en quiebra Chicago, Milwaukee, St. Paul & Pacific Railroad ("Milwaukee Road") y las usurpó un año después. CP compró la empresa directamente en 1990; La sede del ferrocarril con sede en Calgary en Estados Unidos se hizo cargo del espacio para sus 400 empleados.
El edificio fue incluido en el Registro Nacional de Lugares Históricos el 12 de mayo de 2008.
En 2011, el edificio fue comprado por el desarrollador con sede en Michigan Village Green Properties por 11,3 millones de dólares; después de que los inquilinos comerciales fueron reubicados, Village Green comenzó la conversión de la propiedad en octubre de 2012 en un edificio de apartamentos de lujo de 254 unidades con restaurante a nivel de la calle, cuya finalización está programada para el otoño de 2013. En 2012, el PC se mudó del edificio.
Los primeros residentes del edificio remodelado se mudaron a fines de 2013. En 2017, se pidió a los propietarios de mascotas que proporcionaran una muestra del ADN de sus perros para administrar las heces de los perros alrededor del edificio con la tecnología de reconocimiento de ADN de BioPet.

## Localización
El edificio está ubicado al otro lado de Marquette Avenue desde el 510 Marquette Building, el Banco de la Reserva Federal de Mineápolis. Una pasarela aérea del Minneapolis Skyway System conecta el edificio con su vecino al otro lado de 5th Street South. Las comodidades de los residentes incluyen una azotea, una piscina cubierta / al aire libre y una bañera de hidromasaje en el piso 20.
Frente a ese edificio se encuentra la estación Nicollet Mall de las líneas de tren ligero Azul y Verde. Cerca se encuentra Canadian Pacific Plaza, renombrada después de que el Canadian Pacific Railroad se mudara después de desocupar el Soo Line Building.

## Galería

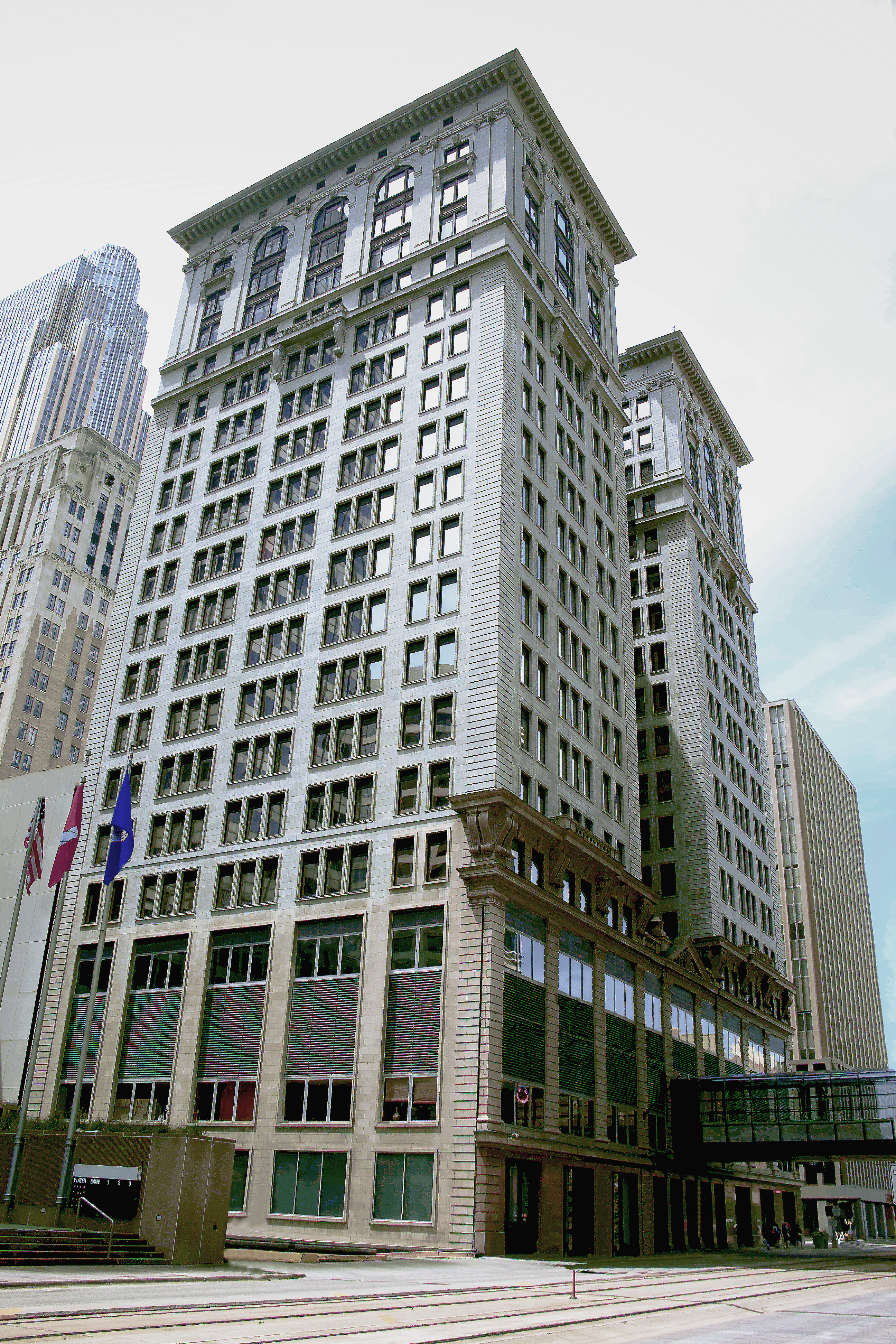
Vista desde la calle
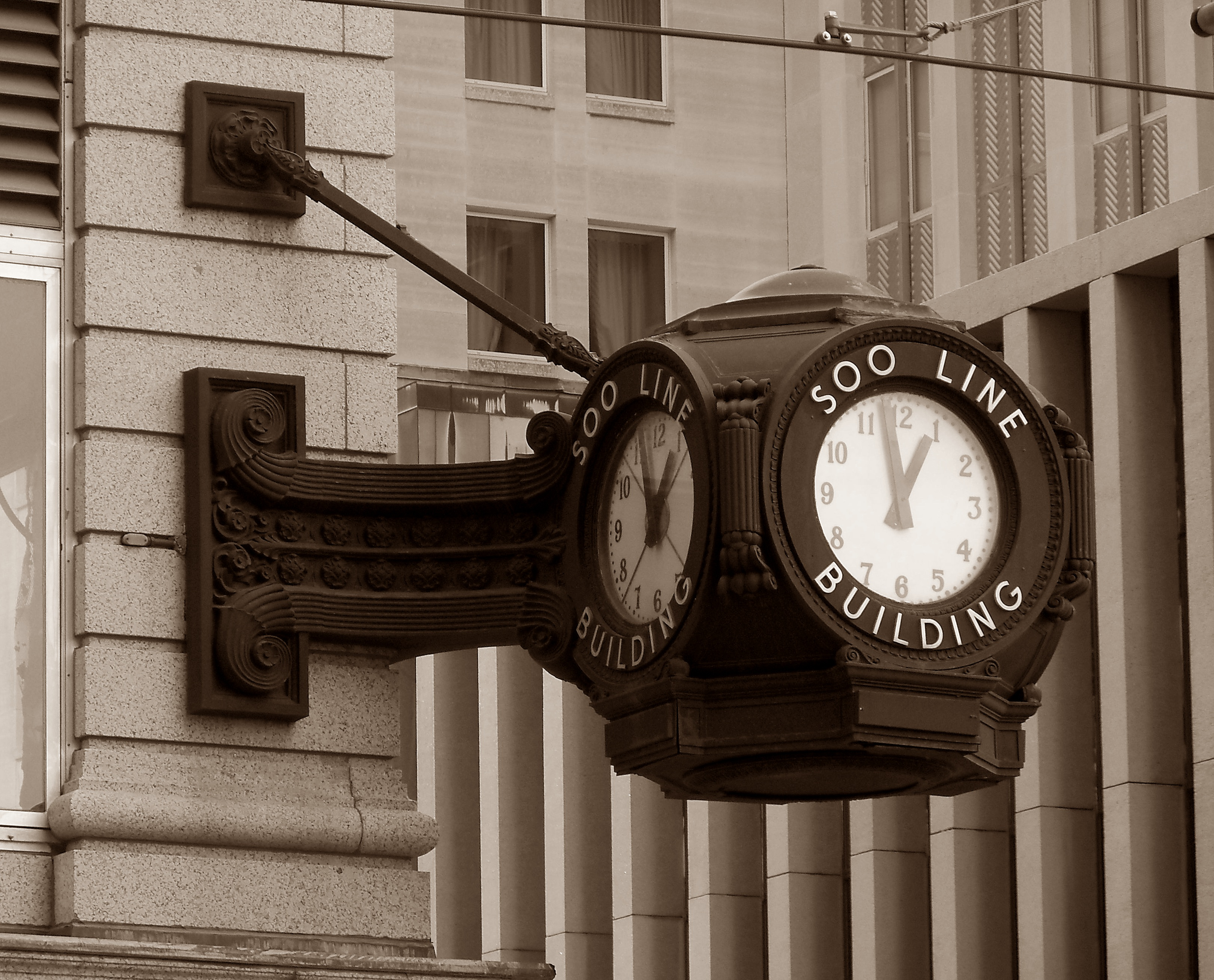
Reloj